# Сосновка (приток Тимшора)

Сосновка — река в России, протекает в Усть-Куломском районе Республики Коми и Гайнском районе Пермского края. Устье реки находится в 193 км по левому берегу реки Тимшор. Длина реки составляет 12 км.
Исток реки в лесах в Республике Коми близ границы с Пермским краем, куда река перетекает через километр после истока. Течёт на юг, всё течение проходит по ненаселённому лесному массиву.

## Данные водного реестра
По данным государственного водного реестра России относится к Камскому бассейновому округу, водохозяйственный участок реки — Кама от истока до водомерного поста у села Бондюг, речной подбассейн реки — бассейны притоков Камы до впадения Белой. Речной бассейн реки — Кама.
По данным геоинформационной системы водохозяйственного районирования территории РФ, подготовленной Федеральным агентством водных ресурсов:
- Код водного объекта в государственном водном реестре — 10010100112111100003413
- Код по гидрологической изученности (ГИ) — 111100341
- Код бассейна — 10.01.01.001
- Номер тома по ГИ — 11
- Выпуск по ГИ — 1